# Васманнова мімікрія
Васманнова мімікрія (англ. Wasmannian mimicry) — різновид міметичної подібності, яка полегшує видам-моделям співіснування з видом-хазяїном його — наприклад, жукам (Coleoptera) і іншим мірмекофілам мурах (Hymenoptera: Formicidae). Даний вид мімікрії відноситься до випадків, коли вид-імітатор нагадує вид-модель, разом з яким він проживає (інквілінізм) в гнізді або колонії. Більшість моделей є суспільними комахами, такими як мурахи, терміти, бджоли і оси.
Вперше було описано Еріхом Васманном — монахом-єзуїтом і ентомологом, що спеціалізувався на дослідженні суспільного життя мурах і термітів, одним з «батьків-засновників» мірмекології, автором опису 933 нових видів мірмекофілів, головним чином жуків.